# Ciudad Vieja (Bakú)
La ciudad Vieja (en azerí: İçəri Şəhər) es el centro histórico de la ciudad de Bakú, capital de Azerbaiyán. En diciembre de 2000, la ciudad vieja de Bakú, incluyendo el Palacio de los Shirvanshahs y Torre de la Doncella, se convirtió en la primera ubicación en Azerbaiyán en ser clasificada como Patrimonio de la Humanidad por la Unesco.
El centro de Bakú es la ciudad vieja, una antigua fortaleza. Aún se conservan muchas de las murallas y torres, que fueron fortificadas después de la conquista rusa en 1806. Esta parte es muy pintoresca, con un laberinto de callejas estrechas y empedradas y edificios antiguos. Entre ellos destacan el Palacio de los Sirvansás o Şirvanşahlar Sarayı (siglos XV-XVI), dos serrallos de caravanas (antiguas fondas), la Torre de la Doncella o Gız Galası (del siglo XI, con una bonita vista sobre el puerto), los baños persas y la Mezquita del Viernes (donde se encontraba el Museo de la Alfombra y las Artes Aplicadas, y ahora nuevamente mezquita)). La ciudad vieja también tiene docenas de pequeñas mezquitas, muchas de ellas sin remates muestran detalles particulares que les distinguen del edificio vecino.

## Historia
Es ampliamente aceptado que la Ciudad Vieja, incluida su Torre de la Doncella, data al menos del siglo XII, y algunos investigadores sostienen que la construcción data del siglo VII. La pregunta no se ha resuelto por completo.
Durante este período medieval de Bakú, monumentos como el minarete de Gala Synyg (siglo XI), las murallas y torres de la fortaleza (siglos XI-XII), la Torre de la Doncella, la Caravasar Multani y la casa de baños Hajji Gayyib (siglo XV), el Palacio de los Shirvanshahs (siglos XV-XVI), la Caravasar Bukhara y la casa de baños Gasimbey (siglo XVI).
En 1806, cuando Bakú fue ocupada por el Imperio ruso durante la Guerra ruso-persa (1804-1813), había 500 hogares y 707 tiendas, y una población de 7 000 habitantes en la Ciudad Vieja (entonces el único barrio de Bakú) que estaban casi todos los tats étnicos. Entre 1807 y 1811, se repararon las murallas de la ciudad y se ampliaron las fortificaciones. La ciudad tenía dos puertas: las puertas de Salyan y las puertas de Shemakha. La ciudad estaba protegida por docenas de cañones colocados en las paredes. El puerto se volvió a abrir para el comercio y en 1809 se estableció una oficina de aduanas.
Fue durante este período que Bakú comenzó a extenderse más allá de las murallas de la ciudad, y surgieron nuevos vecindarios. Así, los términos Ciudad interior (en azerí: İçəri Şəhər) y Ciudad exterior (en azerí: Bayır Şəhər) entraron en uso. Refiriéndose a la regla rusa temprana, el actor bakuviano Huseyngulu Sarabski escribió en sus memorias:

Bakú se dividió en dos secciones: Ichari Shahar y Bayir Shahar. El centro de la ciudad fue la parte principal. Los que vivían en el centro de la ciudad eran considerados nativos de Bakú. Estaban muy cerca de todo: el bazar, los talleres de artesanos y las mezquitas. Incluso había una iglesia allí, así como un cuartel militar construido durante la ocupación rusa. Los residentes que vivían dentro de los muros se consideraban superiores a los de afuera y a menudo se referían a ellos como "las personas descalzas de la Ciudad Exterior".

Con la llegada de los rusos, el aspecto arquitectónico tradicional de la Ciudad Vieja cambió. Muchos edificios europeos se construyeron durante el siglo XIX y principios del siglo XX, utilizando estilos como el barroco y el gótico.
En 1865, una parte de las murallas de la ciudad con vistas al mar fue demolida, y las piedras fueron vendidas y utilizadas en la construcción de la ciudad exterior. El dinero obtenido de esta venta (44 000 rublos) se destinó a la construcción del bulevar de Bakú. En 1867, las primeras fuentes de Bakú aparecieron en el Boulevard. En este período se abrieron dos puertas más, una de ellas es la famosa Puerta de Taghiyev (1877). La apertura de nuevas puertas y pases continuó durante el período soviético.
La iglesia mencionada por Huseyngulu Sarabski fue la Iglesia Armenia de la Santísima Virgen, construida bajo el dominio persa entre 1797 y 1799 a la sombra de la Torre de la Doncella, desaparecida desde 1984 y demolida en 1992.

## Galería de imágenes

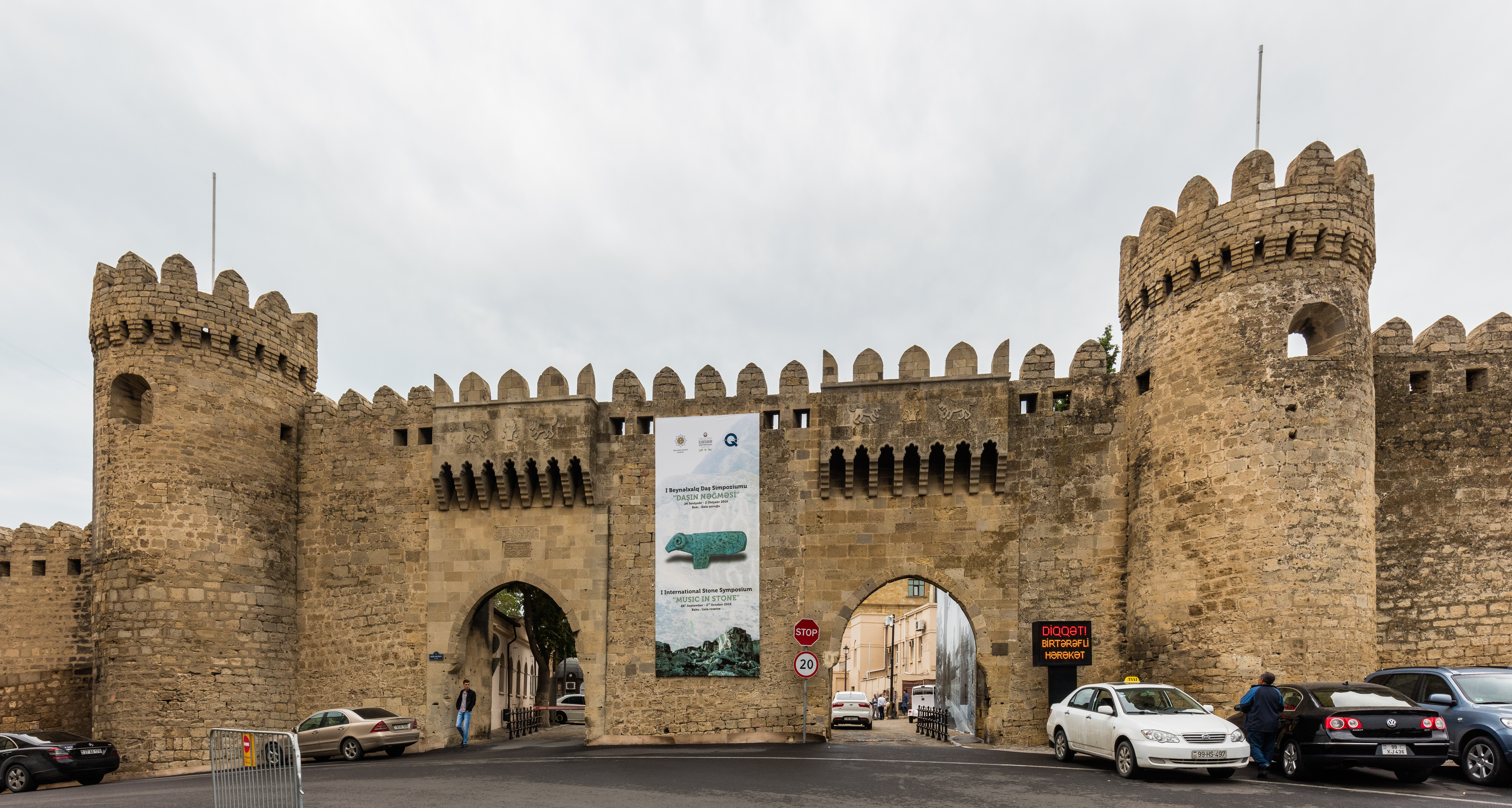
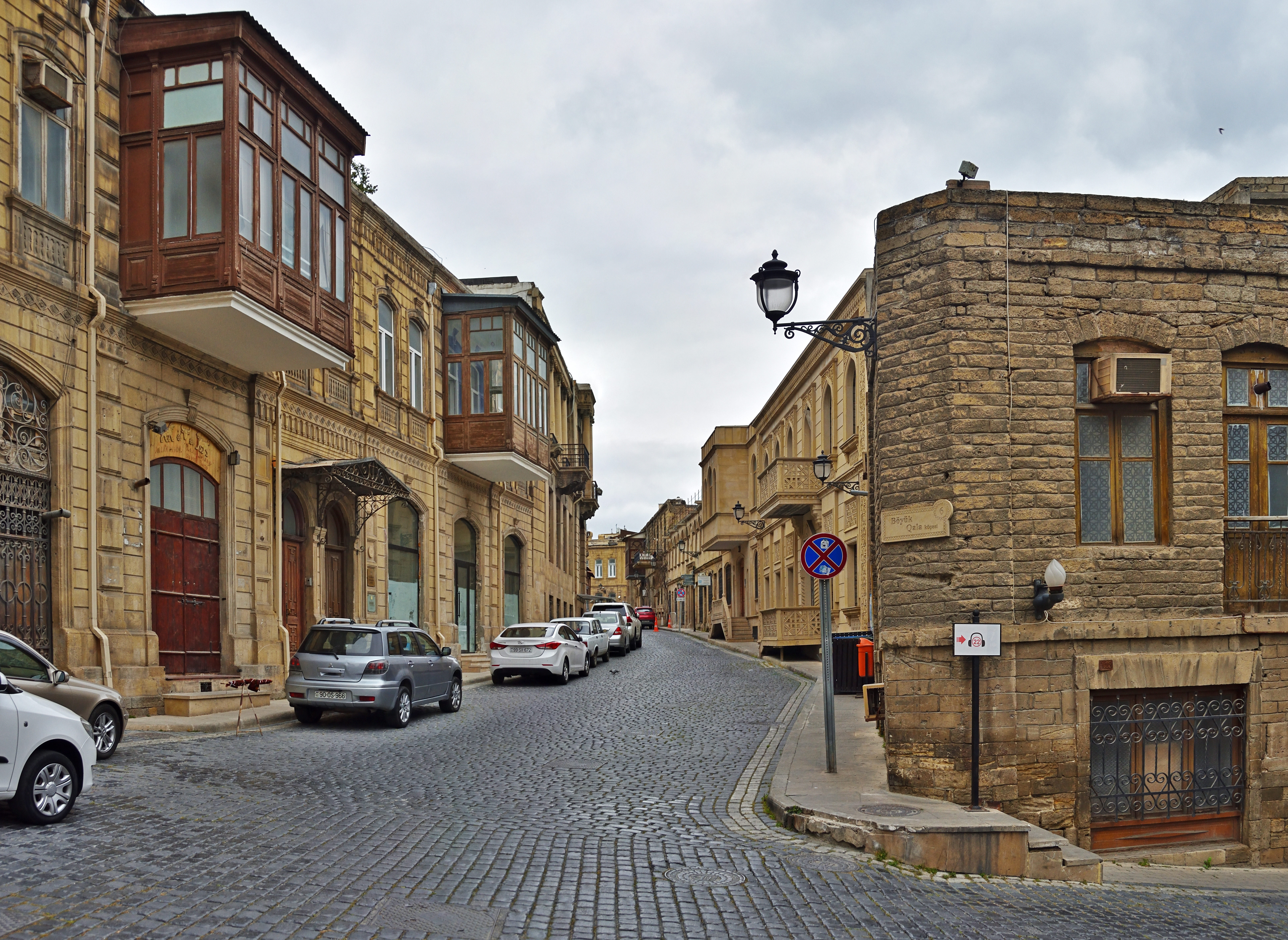
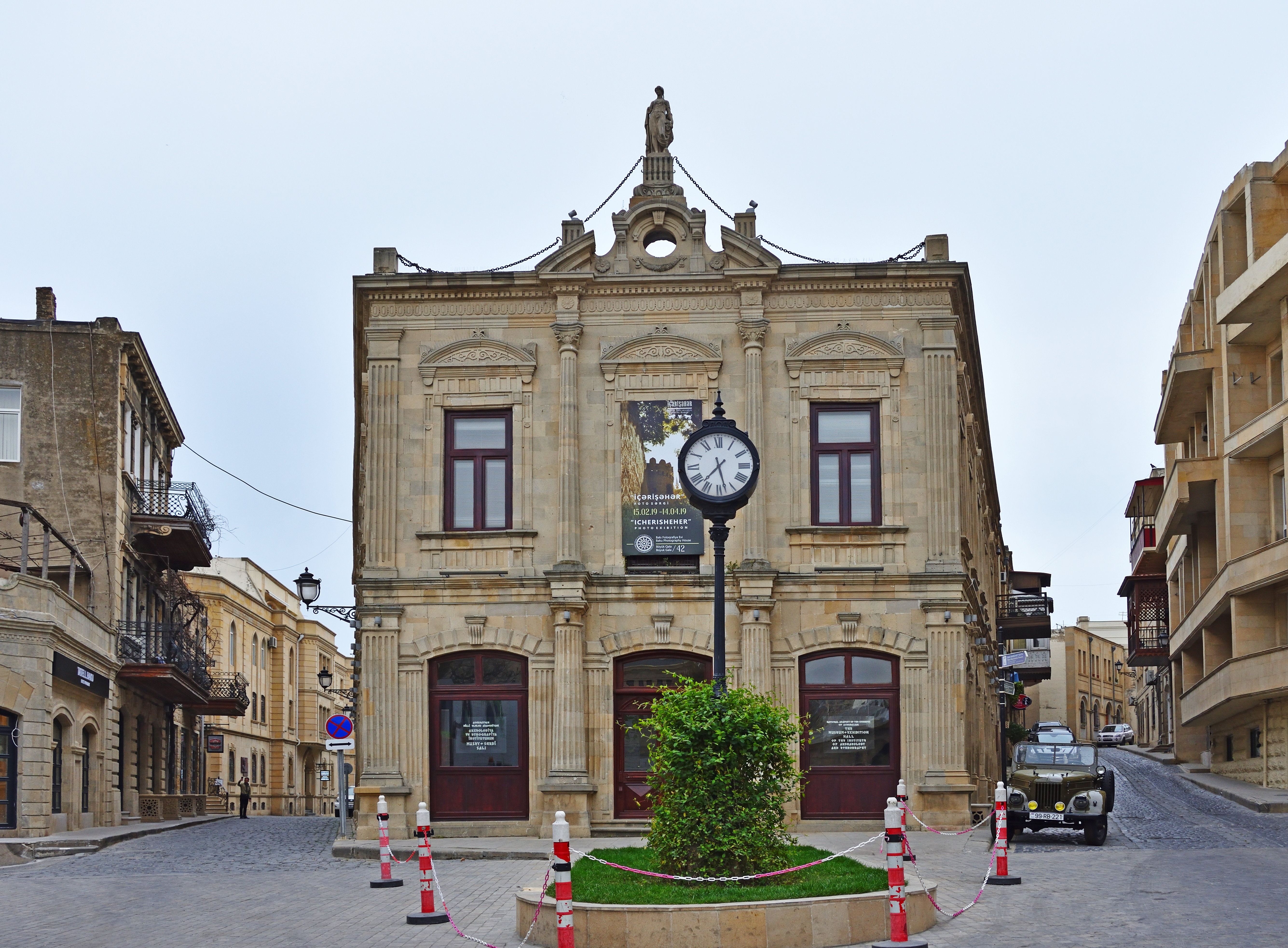
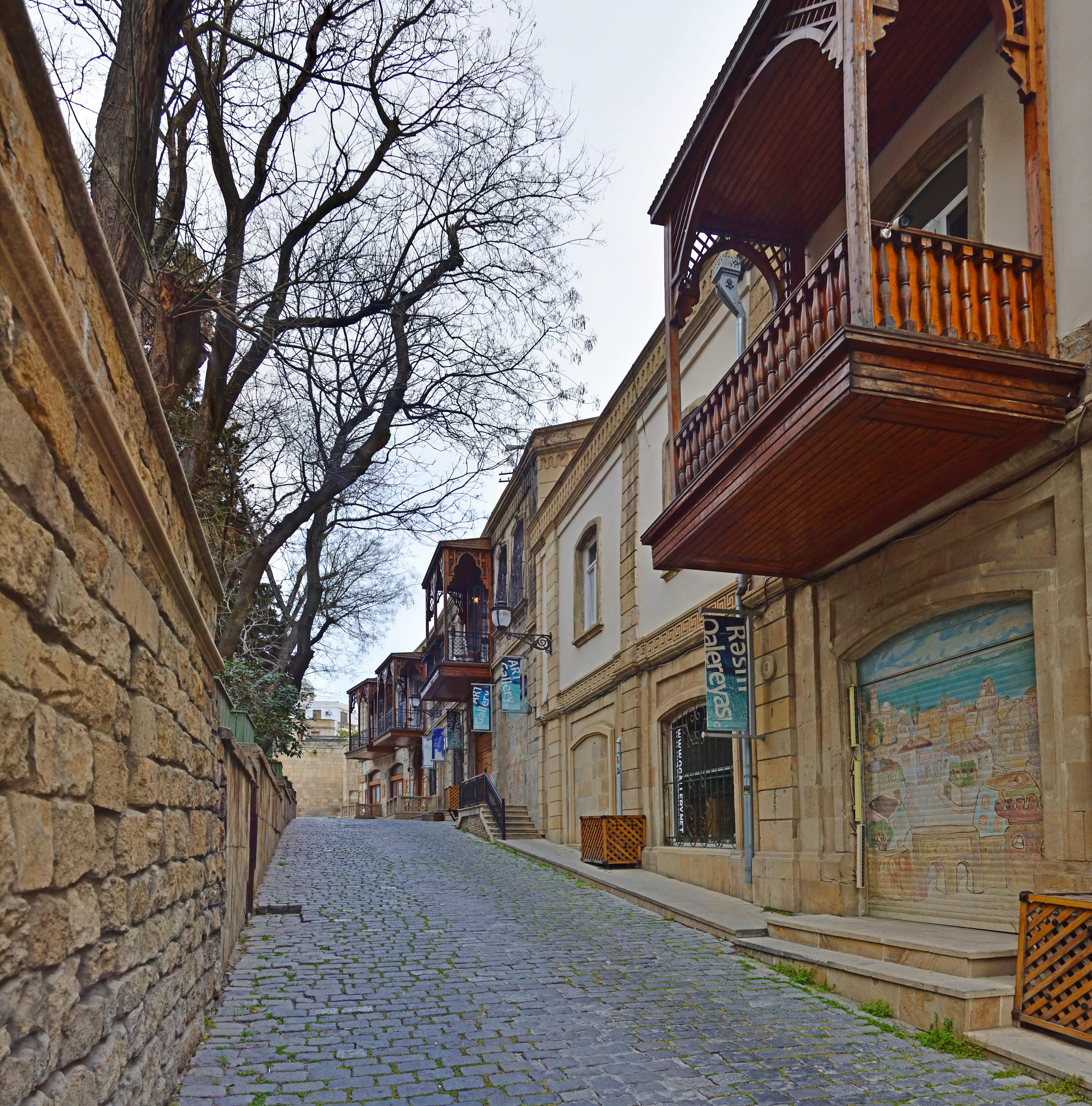
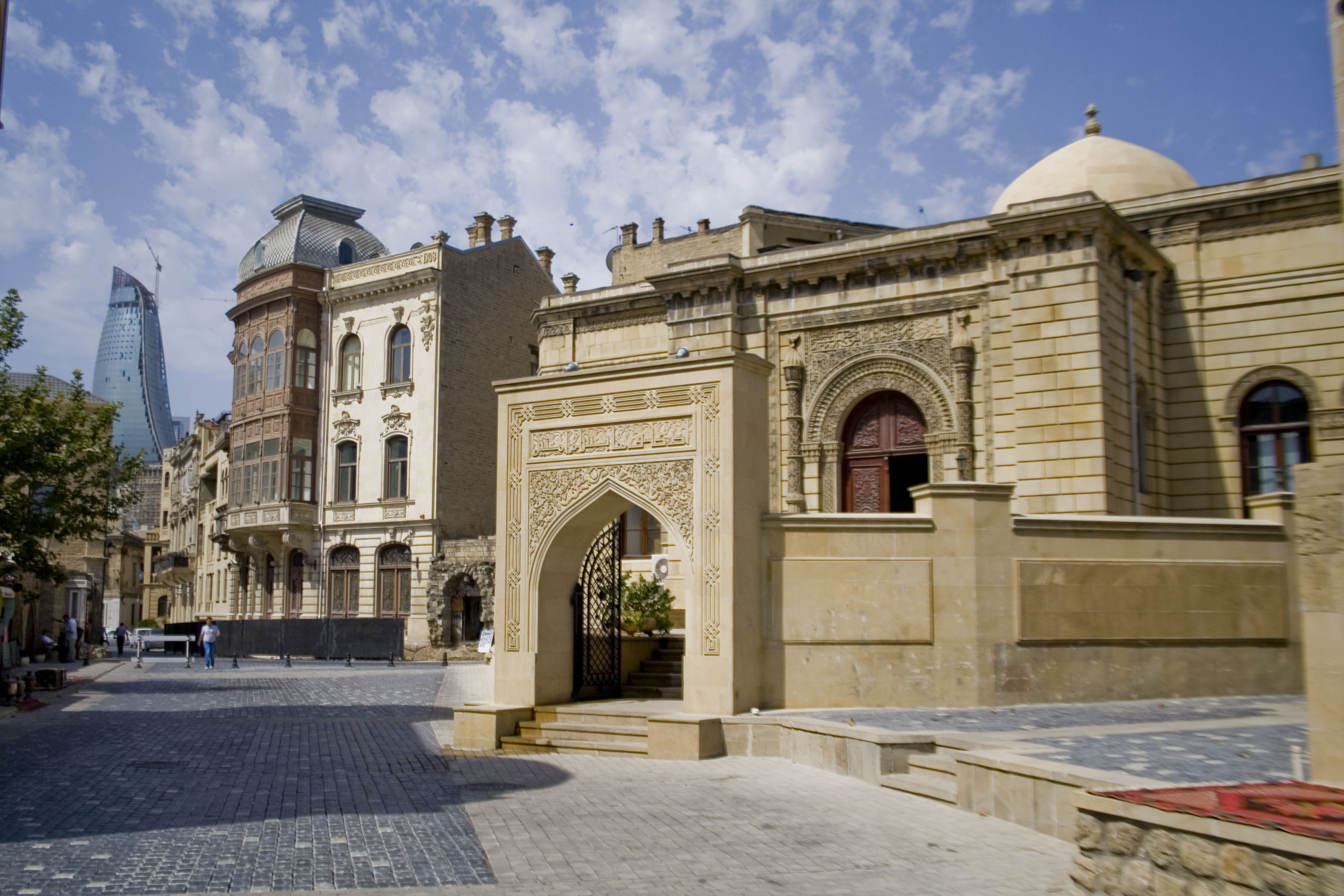
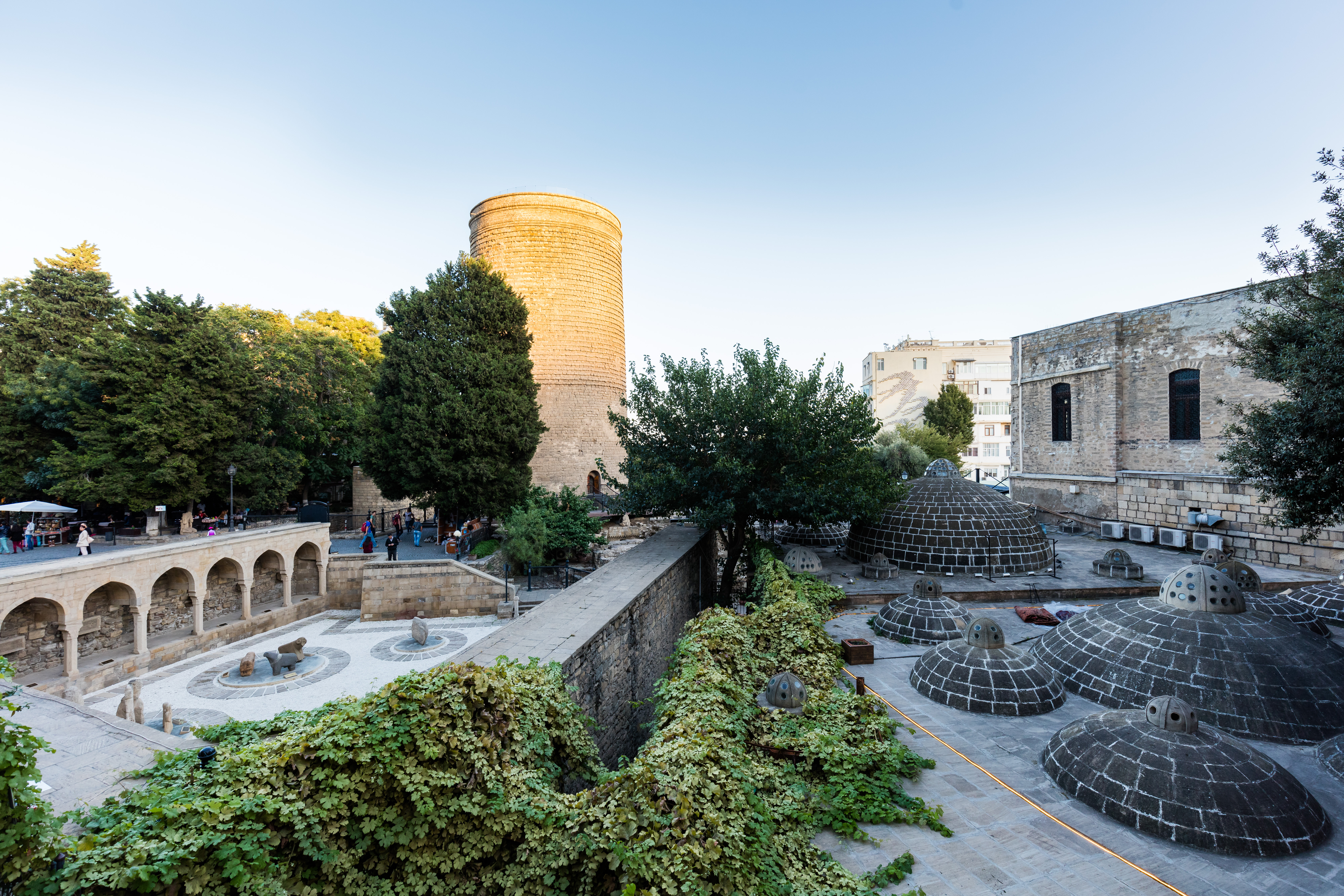
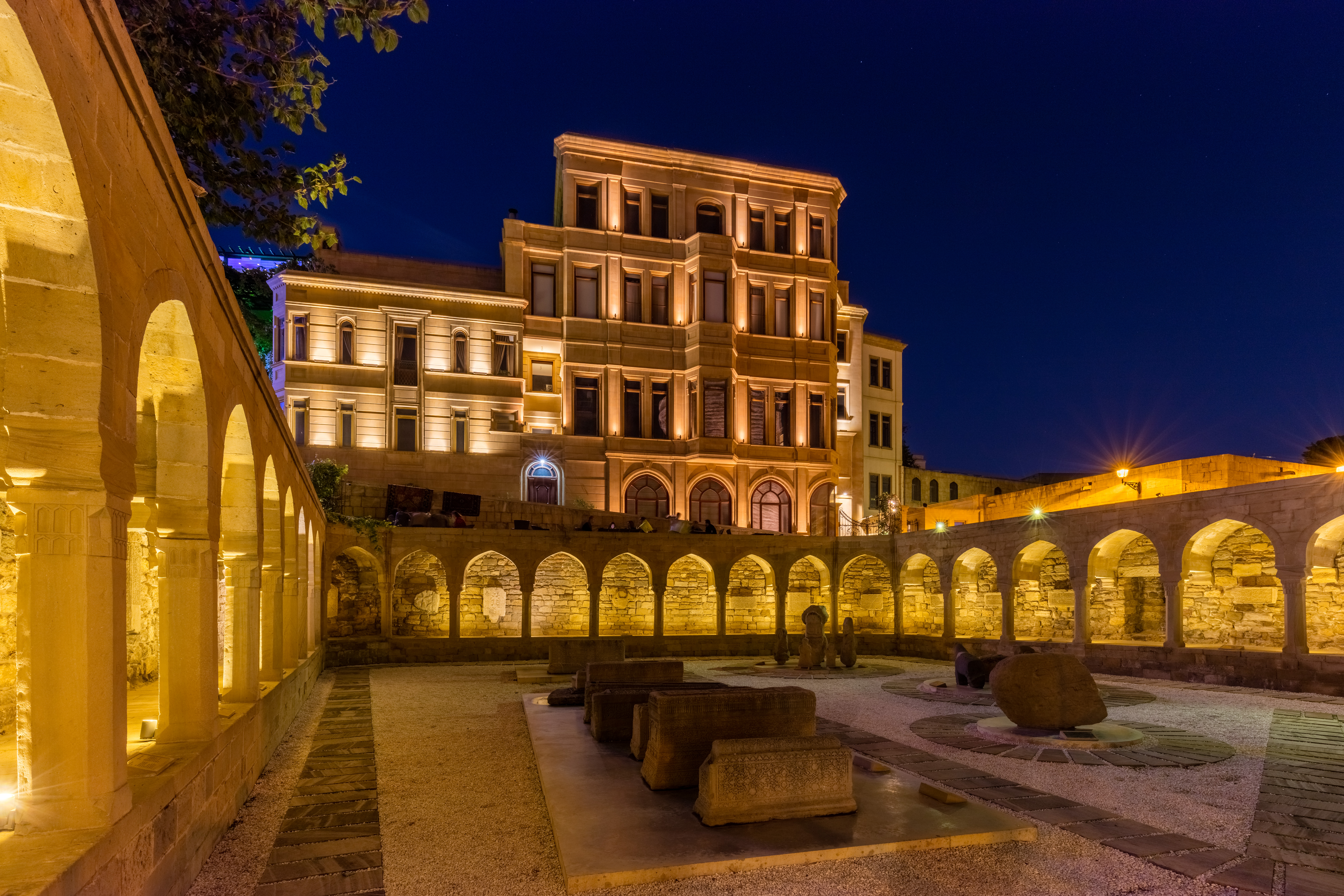
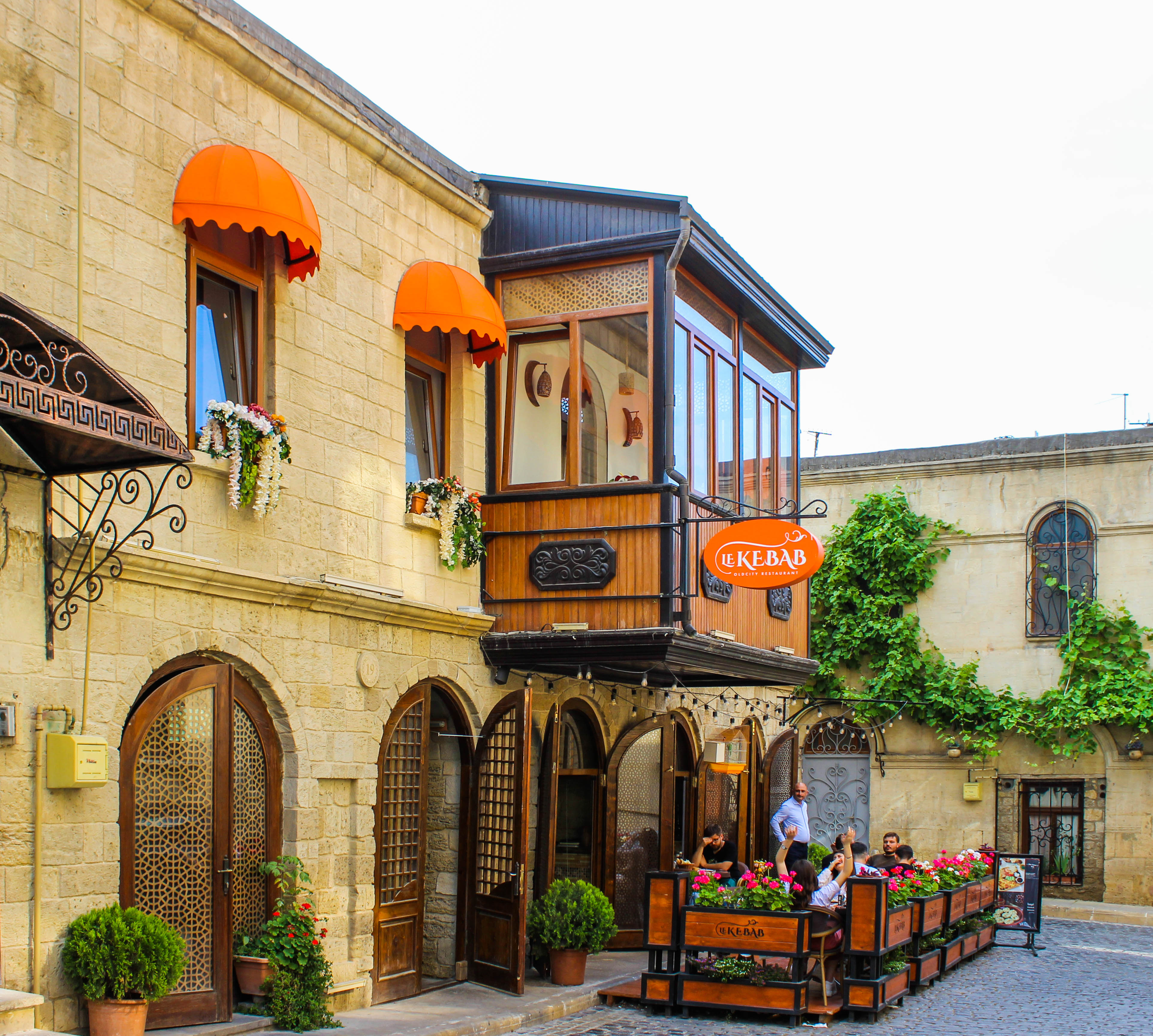
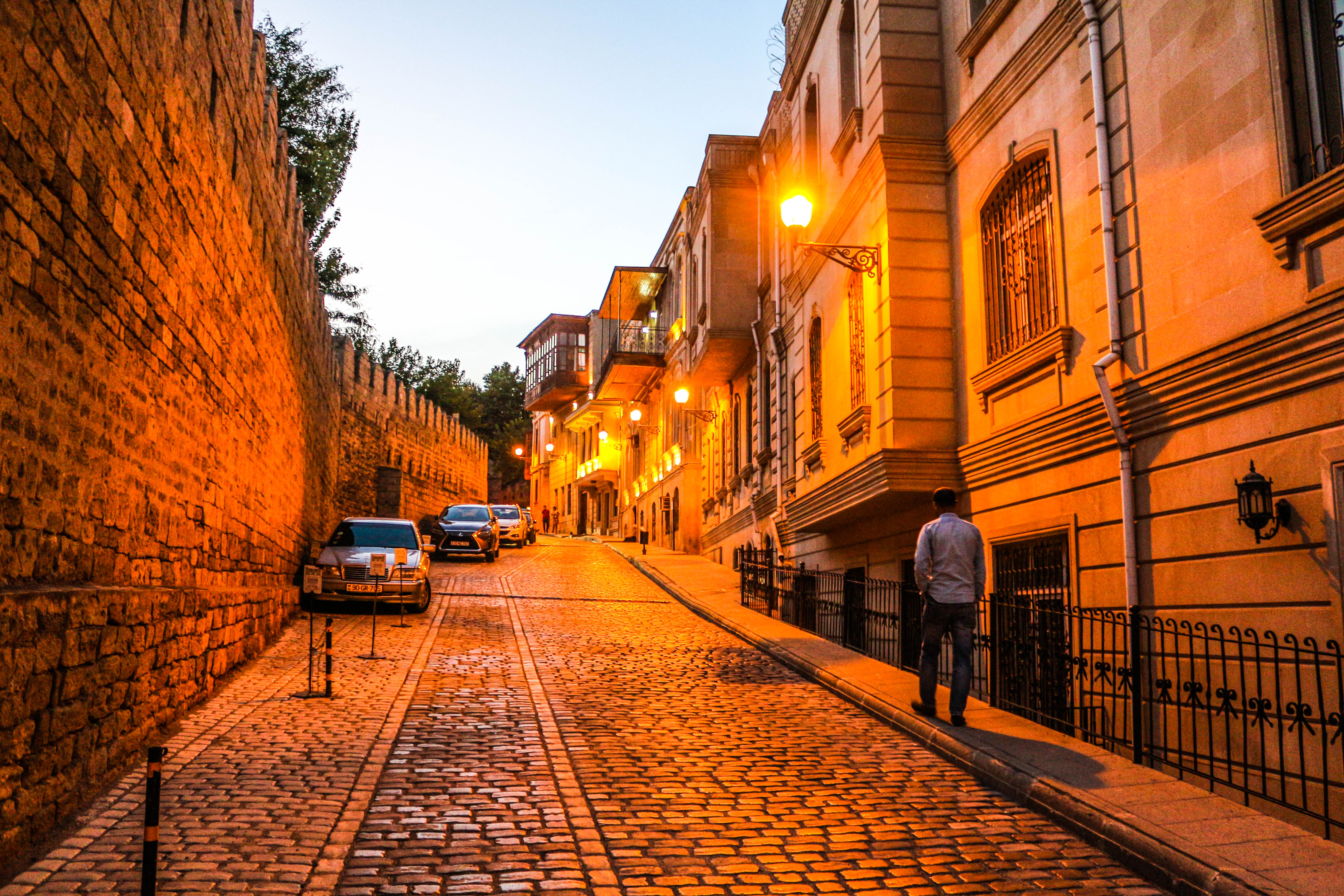
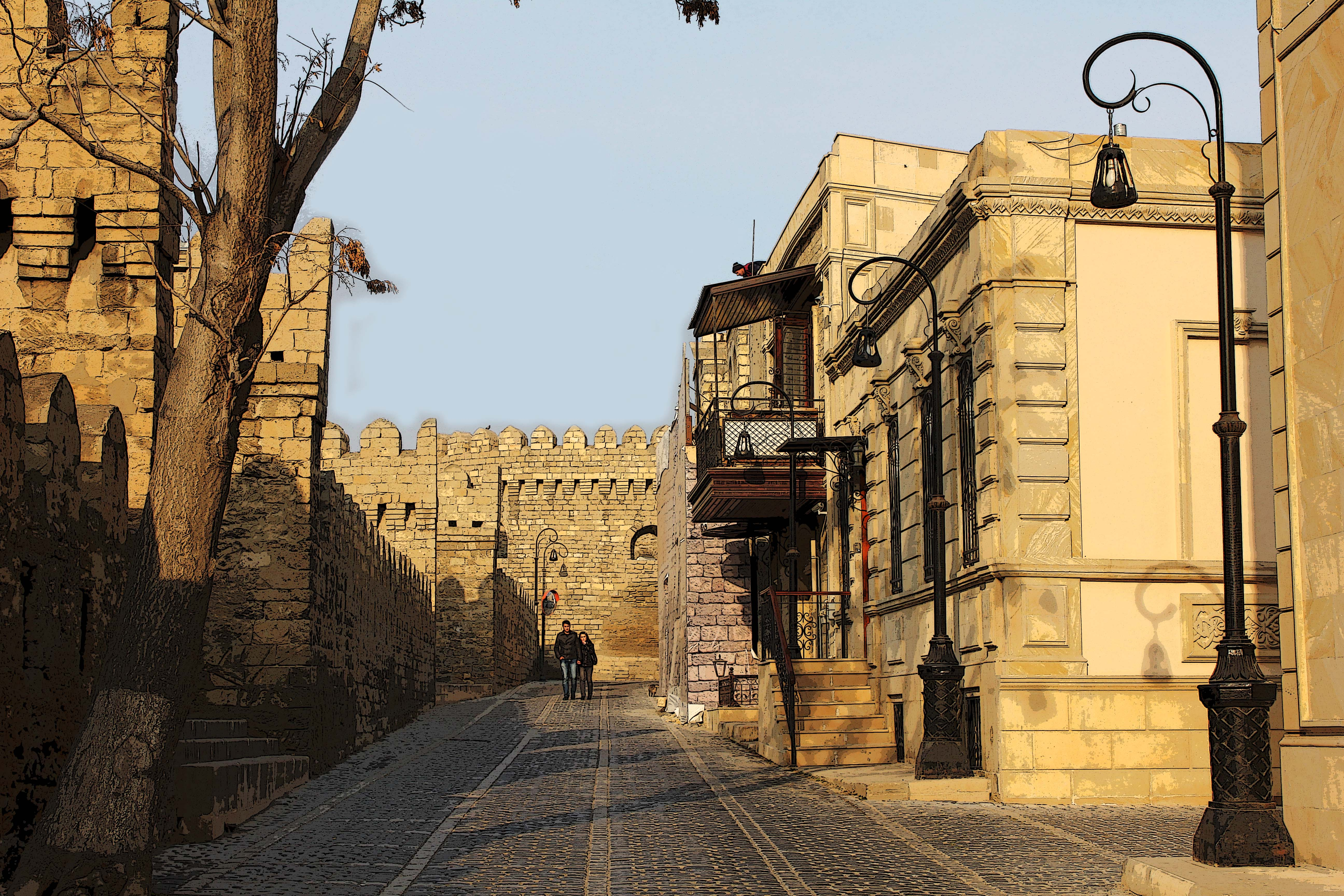
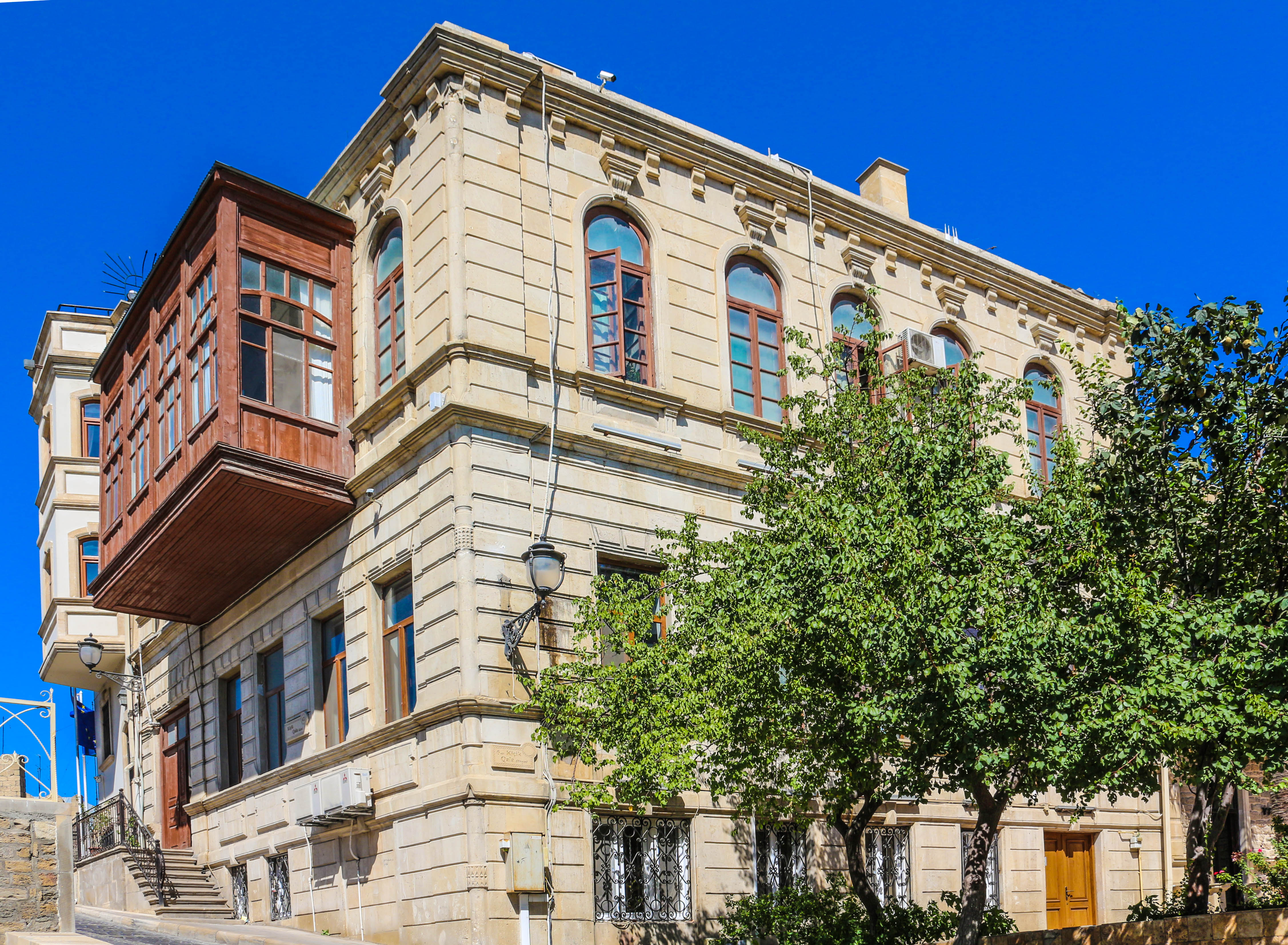
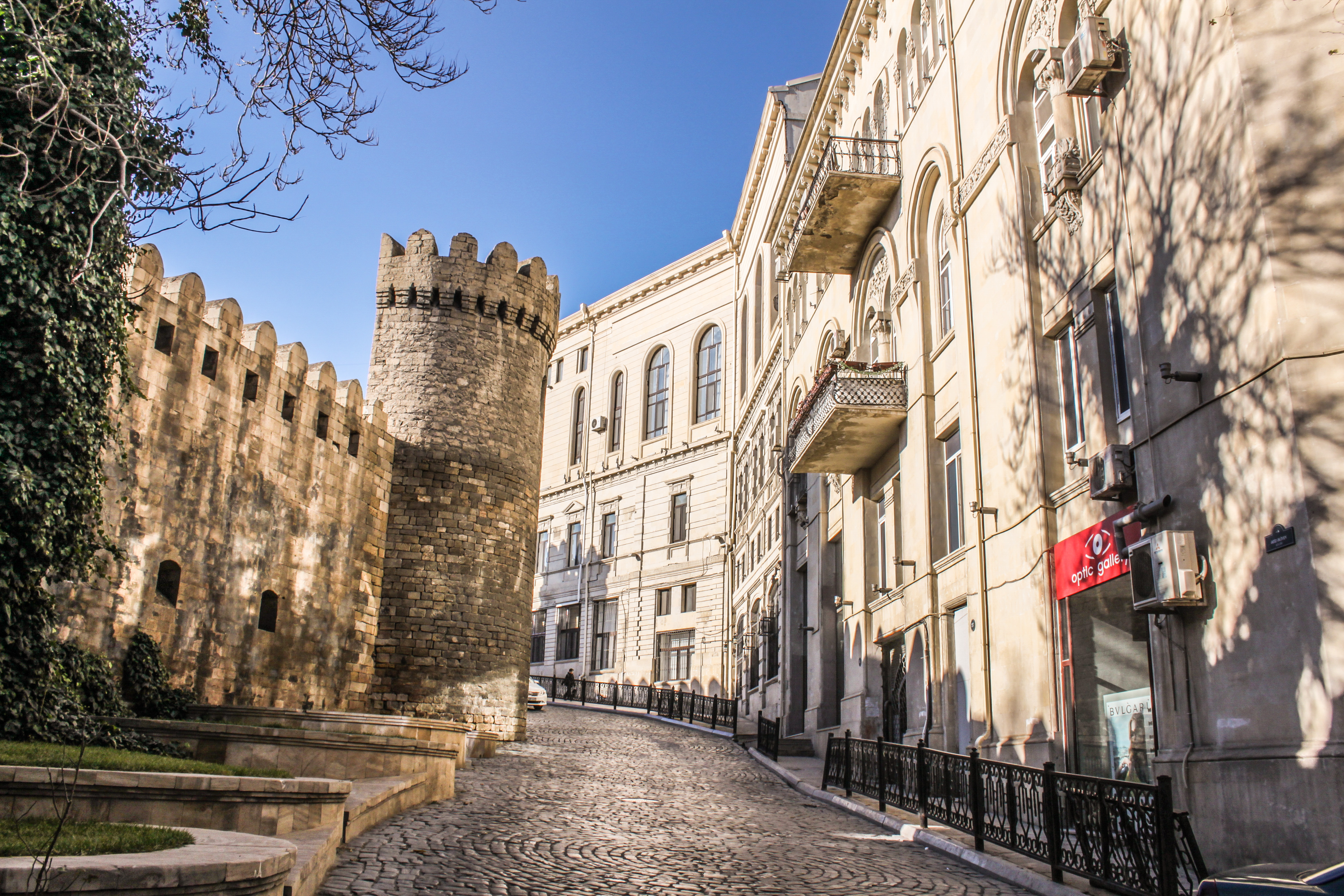